# Бернотайте, Виолета
Виолета Бернотайте (лит. Violeta Bernotaitė; род. 4 апреля 1965, Векшняй) — литовская гребчиха, выступавшая за сборную Литвы по академической гребле в 1992—1996 годах. Победительница и призёрка первенств национального значения, участница летних Олимпийских игр в Барселоне.

## Биография
Родилась 4 апреля 1965 года в городе Векшняй Литовской ССР.
Занималась академической греблей под руководством тренера А. Палайма. В 1980-х годах неоднократно становилась чемпионкой Литовской ССР в различных гребных дисциплинах, имеет в послужном списке несколько наград всесоюзных первенств.
После распада СССР в 1992 году вошла в основной состав литовской национальной сборной и благодаря череде удачных выступлений удостоилась права защищать честь страны на летних Олимпийских играх в Барселоне. В программе распашных безрульных двоек вместе с напарницей Виолетой Ластакаускайте сумела квалифицироваться лишь в утешительный финал В и расположилась в итоговом протоколе соревнований на 10 строке.
После барселонской Олимпиады осталась в составе гребной команды Литвы на ещё один олимпийский цикл и продолжила принимать участие в крупнейших международных регатах. Так, в 1994 году в безрульных двойках она стартовала на чемпионате мира в Индианаполисе, где стала в итоге восьмой.
В 1996 году отметилась выступлением на мировом первенстве в Глазго, на сей раз показала десятый результат в безрульных четвёрках.
Окончила Литовскую академию физического воспитания (2007). Награждена орденом «За заслуги перед Литвой» (2015).